# سلگاس
سلگاس (به ایتالیایی: Selegas) یک کومونه در ایتالیا است که در استان کالیاری واقع شده‌است.

## خصوصیات
سلگاس ۲۰٫۵ کیلومترمربع مساحت و ۱٬۵۱۱ نفر جمعیت دارد.